# Claude de Rohan-Gié
Claude de Rohan-Gié (1519–1579), byla francouzská dvorní dáma, známá především jako milenka Františka I. Francouzského v letech 1539–40.

## Mládí
Claude se narodila v roce 1519 do šlechtického rodu Rohanů jako dcera Charlese de Rohan-Gié, vikomta de Fronsac (zemřel v roce 1529) a italské šlechtičny Giovanni dei Principi Sanseverino di Bisignano.

## Dospělost
Byla milenkou Františka I. Francouzského v letech 1539–40. Předtím zastávala post dvorní dámy královny Eleonory Rakouské v letech 1530–37. Stala se námětem několika legendárních příběhů a několikrát byla zobrazena v beletrii.

## Osobní život
Claude se provdala dvakrát. V roce 1537 si vzala za muže Clauda de Beauvilliers, vikomta de Saint-Aignan (zemřel v 1539). Z tohoto manželství nevzešli žádní potomci. V roce 1541 se provdala podruhé za Juliena de Clermont-Savoie (zemřel roku 1563). Spolu měli jednoho syna:
- Gabriel de Clermont-Savoie (zemřel v roce 1595), který si vzal Françoise de Noailles a s ní zplodil potomstvo.

## Smrt
Zemřela v roce 1579.